# Чемпионат СССР по хоккею с мячом 1955/1956
8-й чемпионат СССР по хоккею с мячом проходил с 14 декабря 1955 года по 14 марта 1956 года.
Первенство прошло в виде двухкругового турнира. Большинство матчей состоялись в Москве. Было сыграно 90 матчей, в них забито 447 мячей.
Чемпионом СССР стала команда ОДО (Свердловск).

## Класс «А»
| М  | Команда                | 1       | 2       | 3       | 4       | 5       | 6       | 7        | 8       | 9       | 10       | В  | Н | П  | Мячи           | О  |
| -- | ---------------------- | ------- | ------- | ------- | ------- | ------- | ------- | -------- | ------- | ------- | -------- | -- | - | -- | -------------- | -- |
| 1  | ОДО (Свердловск)       |         | 4:2 1:1 | 2:0 2:2 | 1:4 3:1 | 3:2 2:0 | 2:1 2:0 | 2:2 3:2  | 2:1 3:2 | 4:0 5:3 | 5:2 4:1  | 14 | 3 | 1  | 50 - 26 = + 24 | 31 |
| 2  | ЦДСА (Москва)          | 2:4 1:1 |         | 1:4 1:1 | 4:3 5:1 | 1:1 2:2 | 3:2 3:0 | 1:0 4:1  | 4:1 6:0 | 5:2 7:1 | 3:1 3:2  | 12 | 4 | 2  | 56 - 27 = + 29 | 28 |
| 3  | «Динамо» (Москва)      | 0:2 2:2 | 4:1 1:1 |         | 2:2 3:2 | 3:3 3:2 | 5:2 1:5 | 6:3 2:1  | 2:1 5:0 | 2:2 8:2 | 8:0 5:3  | 11 | 5 | 2  | 62 - 34 = + 28 | 27 |
| 4  | «Буревестник» (Москва) | 4:1 1:3 | 3:4 1:5 | 2:2 2:3 |         | 3:3 1:5 | 2:1 2:0 | 1:1 2:1  | 3:4 5:4 | 3:2 4:3 | 2:1 2:3  | 8  | 3 | 7  | 43 - 46 = - 3  | 19 |
| 5  | ОДО (Хабаровск)        | 2:3 0:2 | 1:1 2:2 | 3:3 2:3 | 3:3 5:1 |         | 1:2 3:0 | 2:0 4:1  | 2:2 0:1 | 3:3 3:5 | 5:1 5:4  | 6  | 6 | 6  | 46 - 37 = + 9  | 18 |
| 6  | ОДО (Петрозаводск)     | 1:2 0:2 | 2:3 0:3 | 2:5 5:1 | 1:2 0:2 | 2:1 0:3 |         | 1:2 2:2  | 3:3 2:1 | 4:2 3:1 | 1:1 3:0  | 6  | 3 | 9  | 32 - 36 = - 4  | 15 |
| 7  | «Торпедо» (Красноярск) | 2:2 2:3 | 0:1 1:4 | 3:6 1:2 | 1:1 1:2 | 0:2 1:4 | 2:1 2:2 |          | 1:1 3:0 | 5:6 2:2 | 5:2 2:5* | 3  | 5 | 10 | 34 - 46 = - 12 | 11 |
| 8  | «Водник» (Архангельск) | 1:2 2:3 | 1:4 0:6 | 1:2 0:5 | 4:3 4:5 | 2:2 1:0 | 3:3 1:2 | 1:1 0:3  |         | 3:8 4:3 | 7:4 1:2  | 4  | 3 | 11 | 36 - 58 = - 22 | 11 |
| 9  | «Энергия» (Ленинград)  | 0:4 3:5 | 2:5 1:7 | 2:2 2:8 | 2:3 3:4 | 3:3 5:3 | 2:4 1:3 | 6:5 2:2  | 8:3 3:4 |         | 2:5 2:2  | 3  | 4 | 11 | 49 - 72 = - 23 | 10 |
| 10 | «Шахтёр» (Кемерово)    | 2:5 1:4 | 1:3 2:3 | 0:8 3:5 | 1:2 3:2 | 1:5 4:5 | 1:1 0:3 | 2:5 5:2* | 4:7 2:1 | 5:2 2:2 |          | 4  | 2 | 12 | 39 - 65 = - 26 | 10 |

- В книге В. В. Фролова «На ледяных полях» (Москва, «Физкультура и спорт», 1957) результат матча второго круга «Шахтёр» (Кемерово) — «Торпедо» (Красноярск) приводится 5:2. Такой же результат приведён в справочнике «Хоккей с мячом» (составитель А. В. Комаров, Москва, «Физкультура и спорт», 1979). Результат этого матча 4:2 приведён в энциклопедии «Хоккей с мячом» (составители: Соснин В., Щеглов В. и Юрин В., Москва, «Новые технологии», 2009). Правильный результат: 5:2 в пользу «Шахтёра» (указано В. Сосниным).

## Составы команд и авторы голов
; Чемпионы СССР
- 1. ОДО (Свердловск) (17 игроков): Ленин Арефьев, Александр Маскинский — Анатолий Голубев (1), Юрий Коротков, Иван Фролов, Виктор Шеховцов, Станислав Эйсбруннер, А. Данилов (1), Николай Дураков (3), Альвиан Кузнецов (3), Николай Назаров (1), Валентин Атаманычев (15), Павел Губин (3), Михаил Осинцев (12), Герман Тарасевич (11), Алексей Торговкин. Тренер: Иван Балдин.

Серебряные призёры
- 2. ЦДСА (15 игроков): Евгений Климанов, Анатолий Мельников — Михаил Гащенков, Виктор Чигирин (2), Анатолий Васильев, Константин Крюков, Борис Рундин (1), Вениамин Быстров (6), Геннадий Водянов (11), Юрий Ежов (3), Юрий Захаров (2), Игорь Малахов, Евгений Папугин (20), Анатолий Филатов (5), Лев Шунин (6). Тренер: Владимир Меньшиков.

Бронзовые призёры
- 3. «Динамо» (Москва) (14 игроков): Сергей Андреев (12; −18), Борис Жидовленко (9; −16) — Александр Луппов (18; 2), Владимир Туляков (18; 1), Владимир Смирнов (18; 0), Сергей Воробьёв (5; 0), Иван Давыдов (18; 3), Владимир Филиппов (16; 0), Дмитрий Морозов (14; 0), Дмитрий Шаповалов (18; 11), Евгений Флейшер (18; 16), Василий Трофимов (18; 15), Виктор Климович (18; 9), Юрий Киселёв (15; 5).
- 4. «Буревестник» (Москва) (20 игроков): Алексей Дворов, Александр Фомкин — Юрий Афанасьев, Олег Биктогиров, О. Воробьёв (1), Юрий Голубенков (4), Юрий Глухов, Александр Зайцев (1), Владимир Зайцев, Леонид Касаткин, Б. Клещев (9), В. Комаров, Михаил Мухортов (2), Юрий Парыгин, Александр Полевой (2), Булат Сатдыков (13), Анатолий Сягин (1), Андрей Туркин, Борис Туркин, Михаил Туркин (9). 1 мяч в свои ворота забил Виктор Шеховцов ОДО (Свердловск).
- 5. ОДО (Хабаровск) (12 игроков): Василий Лацейко (18; - 37) — Валерий Болотин (17: 1), Николай Варзин (14; 1), Анатолий Вязанкин (17; 7), Виктор Гладков (18: 5), Александр Константинов (18: 7), Михаил Медведев (17: 11), Михаил Орехов (11: 1), Анатолий Панин (18: 4), Александр Пискунов (18: 2), Николай Попов (16: 2), Георгий Хрульков (18: 5).
- 6. ОДО (Петрозаводск)  (12 игроков): Игорь Зайцев, А. Кудряшов — Альберт Вологжанников (5), Виталий Гарлоев (1), Виктор Горбунов (8), Евгений Горбунов (8), В. Григорьев (1), Владимир Иванов (2), А. Едомский, Владимир Кармушев (6), Лев Лебедев (1), Николай Шогин.
- 7. «Торпедо» (Красноярск) (15 игроков): Владимир Елизаров, Геннадий Зотин — Анатолий Бочкарёв (4), Иван Дворников (1), Алексей Зорин, Анатолий Коротченко (3), Владимир Кузьмин (3), Анатолий Мартынов (4), Николай Мартынов (15), Александр Парченко (1), Владимир Рябов (1), Владислав Седякин (1), Анатолий Семёнов, Леонид Терёхин (1), Владимир Тюганов.
- 8. «Водник» (Архангельск) (15 игроков): Юрий Копылов, Владимир Ядовин — Геннадий Андреев, Фёдор Ваенский, Анатолий Жуков (2), Дмитрий Курочкин (7), Борис Морозов (3), Альберт Носов (2), Владимир Потапов, Анисим Пушкин (7), Анатолий Солков (9), Анатолий Скворцов (1), Валентин Сташевский, Георгий Трушев 9), Лев Фильчагин (3).
- 9. «Энергия» (Ленинград) (17 игроков): Леонид Огурцов, Николай Финк — Алейников, Вениамин Архипов (1), Борис Вайвод, Николай Виханский (10), В. Дергачёв (3), Павел Катровский (2), Анатолий Кулёв (5), Дмитрий Ликучёв (3), Виталий Лиштван, А. Мальков (5), Анатолий Салакин (12), Салюстин, Стремилов, Юрий Уваров (5), Юрий Ульянов (3).
- 10. «Шахтёр» (Кемерово) (13 игроков): Антонов Анатолий, Виктор Шабловский — Виктор Анищенко (2), Николай Анищенко (16), Александр Журавлёв (9), Константин Журавлёв (6), Юрий Загорский, Михаил Плешкевич, Иван Рябовалов (6), Михаил Савоськин, Алексей Сидоров, Дмитрий Теплухин, Геннадий Чурилов.

Лучший бомбардир — Евгений Папугин (ЦДСА) — 20 мячей.

## Класс «Б»
Вначале с 12 по 17 февраля в Ленинграде был проведён отборочный турнир с участием чемпиона Ленинграда и сильнейших команд Белорусской, Казахской, Карело-Финской, Латвийской и Украинской ССР. Победителем турнира стал «Буревестник» (Алма-Ата), набравший в 5 матчах 10 очков. Второе место с 7 очками заняла «Энергия» — 2 (Ленинград). Обе команды получили право играть в классе «Б». Получили право играть в классе «Б» две сильнейшие команды Москвы «Крылья Советов — III» (Москва) и «Спартак» (Москва), однако «Спартак» (Москва) на финальную часть соревнований не приехал. Кроме того, к чемпионату в классе «Б» были допущены восемь победителей зон чемпионата РСФСР, которые в матчах между собой одновременно разыграли звание чемпиона РСФСР. Вместо команды «Спартак» (Москва) несколько матчей вне конкурса сыграла местная команда «Зенит» (завод им. Володарского).
Соревнования прошли в Ульяновске с 24 февраля по 11 марта 1956 года.
| М  | Команда                         | 1    | 2   | 3   | 4   | 5   | 6   | 7   | 8   | 9    | 10  | 11  | В | Н | П | Мячи           | О  |
| -- | ------------------------------- | ---- | --- | --- | --- | --- | --- | --- | --- | ---- | --- | --- | - | - | - | -------------- | -- |
| 1  | «Урожай» (Перово)               |      | 3:3 | 5:1 | 1:0 | 3:0 | 7:3 | 7:0 | 7:1 | 14:0 | 3:0 | 6:1 | 9 | 1 | 0 | 56 - 9 = + 47  | 19 |
| 2  | «Торпедо» (Ульяновск)           | 3:3  |     | 2:3 | 2:1 | 3:2 | 4:2 | 4:2 | 2:1 | 5:4  | 5:1 | 4:0 | 8 | 1 | 1 | 34 - 19 = + 15 | 17 |
| 3  | «Авангард» (Нижний Тагил)       | 1:5  | 3:2 |     | 4:0 | 3:2 | 2:2 | 1:4 | 0:1 | 2:3  | 8:1 | 9:0 | 5 | 1 | 4 | 33 - 20 = + 13 | 11 |
| 4  | «Буревестник» (Алма-Ата)        | 0:1  | 1:2 | 0:4 |     | 1:0 | 0:4 | 4:2 | 2:2 | 3:1  | 7:2 | 6:0 | 5 | 1 | 4 | 24 - 18 = + 6  | 11 |
| 5  | «Крылья Советов — III» (Москва) | 0:3  | 2:3 | 2:3 | 0:1 |     | 1:0 | 5:2 | 3:4 | 8:0  | 7:2 | 6:1 | 5 | 0 | 5 | 34 - 19 = + 15 | 10 |
| 6  | «Спартак» (Курск)               | 3:7  | 2:4 | 2:2 | 4:0 | 0:1 |     | 2:2 | 6:0 | 6:2  | 1:4 | 6:1 | 4 | 2 | 4 | 32 - 23 = + 9  | 10 |
| 7  | «Динамо» (Чита)                 | 0:7  | 2:4 | 4:1 | 2:4 | 2:5 | 2:2 |     | 1:0 | 2:2  | 7:3 | 5:2 | 4 | 2 | 4 | 27 - 30 = - 3  | 10 |
| 8  | «Энергия» — 2 (Ленинград)       | 1:7  | 1:2 | 1:0 | 2:2 | 4:3 | 0:6 | 0:1 |     | 5:2  | 3:4 | 5:0 | 4 | 1 | 5 | 22 - 27 = - 5  | 9  |
| 9  | «Локомотив» (Иркутск)           | 0:14 | 4:5 | 3:2 | 1:3 | 0:8 | 2:6 | 2:2 | 2:5 |      | 2:1 | 3:1 | 3 | 1 | 6 | 19 - 47 = - 28 | 7  |
| 10 | «Спартак» (Казань)              | 0:3  | 1:5 | 1:8 | 2:7 | 2:7 | 4:1 | 3:7 | 4:3 | 1:2  |     | 1:1 | 2 | 1 | 7 | 19 - 44 = - 25 | 5  |
| 11 | «Динамо» (Калинин)              | 1:6  | 0:4 | 0:9 | 0:6 | 1:6 | 1:6 | 2:5 | 0:5 | 1:3  | 1:1 |     | 0 | 1 | 9 | 7 - 51 = - 44  | 1  |

## V чемпионат РСФСР
Соревнования прошли в два этапа. 
На первом этапе с 8 января по 19 февраля 1956 года прошли зональные турниры. В них приняли участие 58 команд (из них 10 лучших команд Московской области). Команды были разбиты на 8 зон. Зональные турниры проводились в один круг с разъездами, кроме Дальневосточной зоны, которая играла в Благовещенске. 
- Дальневосточная зона. Победитель «Динамо» (Чита).
- Сибирская зона. Победитель «Локомотив» (Иркутск).
- Уральская зона. Победитель «Авангард» (Нижний Тагил).
- Средневолжская зона. Победитель «Спартак» (Казань).
- Нижневолжская зона. Победитель «Торпедо» (Ульяновск).
- Северная зона. Победитель «Динамо» (Калинин).
- Центральная зона. Победитель «Спартак» (Курск).
- Подмосковная зона. Победитель «Урожай» (Перово).

### Финальный турнир V чемпионата РСФСР
Второй этап соревнований состоялся в рамках чемпионата СССР по классу "Б" с 24 февраля по 11  марта 1956 года в Ульяновске. Восемь победителей зональных соревнований в играх между собой разыграли звание чемпиона РСФСР. Им стал «Урожай» (Перово).
| М | Команда                   | 1    | 2   | 3   | 4   | 5    | 6   | 7   | 8   | В | Н | П | Мячи           | О  |
| - | ------------------------- | ---- | --- | --- | --- | ---- | --- | --- | --- | - | - | - | -------------- | -- |
| 1 | «Урожай» (Перово)         |      | 3:3 | 7:0 | 5:1 | 14:0 | 7:3 | 3:0 | 6:1 | 6 | 1 | 0 | 45 - 8 = + 37  | 13 |
| 2 | «Торпедо» (Ульяновск)     | 3:3  |     | 4:2 | 2:3 | 5:4  | 4:2 | 5:1 | 4:0 | 5 | 1 | 1 | 27 - 15 = + 12 | 11 |
| 3 | «Динамо» (Чита)           | 0:7  | 2:4 |     | 4:1 | 2:2  | 2:2 | 7:3 | 5:2 | 3 | 2 | 2 | 22 - 21 = + 1  | 8  |
| 4 | «Авангард» (Нижний Тагил) | 1:5  | 3:2 | 1:4 |     | 2:3  | 2:2 | 8:1 | 9:0 | 3 | 1 | 3 | 26 - 17 = + 9  | 7  |
| 5 | «Локомотив» (Иркутск)     | 0:14 | 4:5 | 2:2 | 3:2 |      | 2:6 | 2:1 | 3:1 | 3 | 1 | 3 | 16 - 31 = - 15 | 7  |
| 6 | «Спартак» (Курск)         | 3:7  | 2:4 | 2:2 | 2:2 | 6:2  |     | 1:4 | 6:1 | 2 | 2 | 3 | 22 - 22 = 0    | 6  |
| 7 | «Спартак» (Казань)        | 0:3  | 1:5 | 3:7 | 1:8 | 1:2  | 4:1 |     | 1:1 | 2 | 1 | 7 | 11 - 27 = - 16 | 5  |
| 8 | «Динамо» (Калинин)        | 1:6  | 0:4 | 2:5 | 0:9 | 1:3  | 1:6 | 1:1 |     | 0 | 1 | 9 | 6 - 34 = - 28  | 1  |

- 1. «Урожай» (Перово): В. Григорьев, Игорь Шеин — Н. Андреев, Владимир Голиков, Виктор Ерёмичев, Виктор Маркин, А. Паршин, Ю. Пимушин, Константин Рюмин, А. Хрусталёв, Николай Худолеев, А. Чухнин, Яков Шеин, Леонид Шлейн. Главный тренер - А. Г. Протасов.
- 2. «Торпедо» (Ульяновск): Георгий Волков, Владимир Саботницкий — Пётр Булдаковский, Михаил Волков, Александр Гаруля, Борис Герасимов, Николай Гунин, Валерий Егоров, Виктор Ланцов, Георгий Лосев, Аркадий Николаев, Геннадий Ожев, Юрий Широков, Сергей Эдукарьянц.
- 3. «Динамо» (Чита): А. Блинов, В. Бриллиантов, Е. Коновалов, Е. Моисеев, П. Намоконов, С. Ованьсянец, К. Патленко, А. Приемышев, Г. Смекалкин, В. Соломин, О. Сухачёв, Г. Табалин, А. Татакин, А. Толстых.